# Arduina (libro)
Arduina es un libro publicado el 8 de octubre de 2018 por el escritor bearicense José Balboa Rodríguez. Presenta ilustraciones artísticas de Rafa Prieto, Jorge Sánchez Esteban y Esther Rodríguez Balboa. 
La obra recoge 31 relatos escritos por el autor, con distintas temáticas. Abundan los relacionados con la mitología celta, que es de donde proviene el título del libro, pero se pueden encontrar relatos basados en su vida o su pueblo, entre otros.
El dinero recaudado irá destinado a la investigación de las enfermedades extrañas.